# Phillip Burton

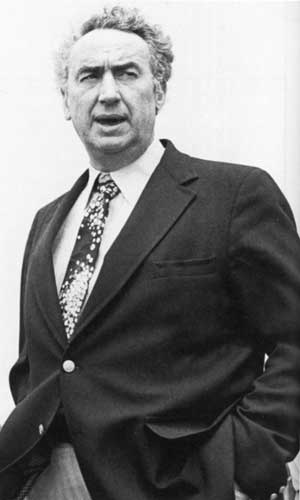
Philip Burton

Phillip Burton (* 1. Juni 1926 in Cincinnati, Ohio; † 10. April 1983 in San Francisco, Kalifornien) war ein US-amerikanischer Politiker der Demokratischen Partei. Sein Bruder John Lowell Burton war ebenfalls als Politiker tätig.
Burton studierte an der University of Southern California in Los Angeles und erhielt an dieser Universität 1947 seinen Bachelor of Arts. An der Golden Gate Law School in San Francisco, die er danach besuchte, erhielt er 1952 seinen Bachelor of Laws. Burton arbeitete nun als Anwalt. 1956 wurde er für Verhandlungen vor dem United States Supreme Court zugelassen.
Im selben Jahr begann auch seine politische Karriere, als er als jüngstes Mitglied in die California State Assembly gewählt wurde. Burton gehörte dem Staatsparlament von 1956 bis 1964 an und wechselte danach in das Repräsentantenhaus der Vereinigten Staaten, in welches er im Zuge einer Nachwahl zur Besetzung eines vakanten Sitzes gewählt worden war. In den darauf folgenden Wahlen wurde Burton insgesamt zehnmal wiedergewählt und vertrat damit den Bundesstaat Kalifornien vom 18. Februar 1964 bis zu seinem Tod am 10. April 1983 im Repräsentantenhaus der Vereinigten Staaten. Burton, der an Herzversagen starb, wurde eingeäschert und auf dem National Cemetery auf dem Presidio of San Francisco beigesetzt. Sein vakanter Sitz im Repräsentantenhaus wurde durch seine Witwe Sala Burton neu besetzt.
In seiner Zeit als Abgeordneter war er auf den California State Democratic conventions von 1968 bis 1982 sowie auf den Democratic National Convention 1968 und 1970 Delegierter.